# Paul de Bruges de Gerpinnes
Paul de Bruges de Gerpinnes, né à Namur le 23 septembre 1843 et mort à Weillen le 9 janvier 1890, est un homme politique belge.

## Biographie
Paul de Bruges de Gerpinnes est le petit-fils de Charles de Bruges de Gerpinnes (nl) et de Perpète du Pont d'Ahérée. Il est le beau-père de Guillaume de Giey.

## Fonctions et mandats
- Conseiller provincial de Namur : 1874-1884
- Bourgmestre de Sart-Eustache : 1884-1890
- Membre du Sénat belge : 1884-1890

## Sources
- Vingt-cinq années de gouvernement, 1884-1909. Le Parti catholique belge et son oeuvre, Brussel, Dewit, 1910.
- Oscar COOMANS DE BRACHÈNE, État présent de la noblesse belge, Annuaire 1985, Brussel, 1985.
- Jean-Luc DE PAEPE en Christiane RAINDORF-GERARD, Le Parlement belge, 1831-1894. Données biographiques, Brussel, Académie royale des sciences, des lettres et des beaux-arts de Belgique, 1996.